# Бородаевский, Сергей Осипович
Серге́й О́сипович Бородае́вский (21 декабря 1839—1890) — русский художник-живописец.

## Биография
Будущий художник родился в селе Кшень Тимского уезда Курской губернии (теперь Советского района Курской области) в известной дворянской семье Бородаевских. Дядя поэта Валериана Бородаевского.
Бородаевский сначала учился в институте восточных языков, а потом (в начале 1860-х годов) в Академии художеств по специальности «Живопись и графика», где проявил и способности, и прилежание. С 1862 года в течение четырёх лет Бородаевский совершенствовал образование в Париже. Там в 1863 году он встретился с основателем реалистической исторической живописи Вячеславом Шварцем. С этого времени началась их большая дружба.
Вернувшись из-за границы, Бородаевский создал школу живописи в Харькове, но скоро уехал оттуда в своё родовое имение в селе Кшень. Там он рисовал, вёл хозяйство, участвовал в работе уездного земства. В 1878 году Сергея Осиповича избрали председателем Щигровского уездного земского собрания и уездным предводителем дворянства.

## Творчество
На выставках в Императорской Академии художеств в Санкт-Петербурге Бородаевский экспонировал полотна:
- в 1864 году — «Старик (этюд)» и «В зале Рафаэля»,
- в 1883 году — «Вечер. Плотина около Харькова»,
- в 1885 году — «Сиреневая аллея» и «Тургеневка Щигровского уезда».

В Курской картинной галерее хранится картина Бородаевского «Сарайчик» (1873) и портрет художника, написанный Василием Перовым в 1874 году.
Всего Бородаевский создал 75 картин, принадлежащих к классической школе живописи.